# Preply
Preply – międzynarodowa platforma edukacyjna online, która pozwala znaleźć korepetytorów do nauki na odległość. Platforma wykorzystuje autorskie algorytmy rankingu i klasyfikacji korepetytorów, które wykorzystują uczenie maszynowe.

## Historia
Preply zostało założone w 2012 roku przez Kirilla Bigaja, Siergieja Łukjanowa i Dmitrija Wołoszyna. We wczesnych etapach rozwoju platforma była orientowana na rynek amerykański. W 2012 roku za pośrednictwem akceleratora EastLabs zespół znalazł inwestorów w Stanach Zjednoczonych, którzy zainwestowali w firmę 175 000 USD. W 2013 roku platforma została ponownie uruchomiona i ponownie orientowana na rynek ukraiński, a później weszła na rynek Białorusi, Kazachstanu i Rosji. Preply zostało uruchomione jako platforma do wyszukiwania korepetytorów języka angielskiego. W 2014 roku na platformie pojawiło się wyszukiwanie korepetytorów w 11 popularnych językach. W latach 2015–2016 Preply weszło na rynki Polski, Brazylii, Wielkiej Brytanii, Niemiec i Hiszpanii. W 2021 r. firma Preply zajęła ósme miejsce w rankingu „30 Najlepszych Startupów” magazynu Forbes. Od 2021 r. platforma zatrudnia 45 000 nauczycieli ze 160 krajów. Preply daje możliwość wyboru ponad 50 języków do korepetycji.

## Finansowanie
W 2016 roku firma otrzymała 1,3 mln USD finansowania zalążkowego od wielu polskich inwestorów, funduszy i firm venture. W 2017 roku firma została wybrana do południowokoreańskiego inkubatora K-Startup Grand Challenge (KSGC). W 2018 roku Preply zebrało 4 miliony dolarów. Głównym inwestorem był berliński fundusz venturowy Point Nine Capital. W 2019 roku Preply otworzyło biuro w Barcelonie. W marcu 2020 r. Preply przyciągnęło inwestycję w wysokości 10 milionów dolarów. Wśród inwestorów znalazł się londyński fundusz venturowy Hoxton Ventures, niemiecki fundusz venturowy Point Nine Capital oraz aniołowie biznesu – były dyrektor marketingu Booking.com Arthur Kosten, założyciel Couchsurfing Daniel Hoffer i inni. W 2021 roku firma zebrała 35 milionów dolarów. Do inwestorów należą Owl Ventures i Full In Partners, Point Nine Capital, Hoxton Ventures, EduCapital, All Iron, Diligent Capital i Evli Growth Partners, aniołowie biznesu: współzałożyciel i dyrektor generalny Delivery Hero Niklas Ostberg, współzałożyciel Booking.com Arthur Kosten, współzałożyciel Unity Technologies David Helgason, współzałożyciel Grupy Pracuj Przemysław Gacek.

## Funkcje
Na platformie Preply nauczyciele są podzieleni na przedmioty i kraje. Profil każdego wskazuje na biografię, wykształcenie, pracę. Korepetytor kontaktuje się z klientem bez pośredników. Po otrzymaniu potwierdzenia od korepetytora klient płaci za lekcję i otrzymuje dane kontaktowe korepetytora. Istnieje możliwość współpracy z korepetytorami przez bezpieczne wideokonferencje  na platformie - która posiada aplikację mobilną. Oprócz języków obcych Preply oferuje naukę matematyki, biologii, chemii, malowania.